# Portrait de Charles Ier d'Anjou
Le Portrait de Charles Ier d'Anjou est une œuvre d'Arnolfo di Cambio sculptée vers 1277 et aujourd'hui conservée dans les musées du Capitole à Rome. Il s'agit d'une statue en marbre d'environ 160 cm de haut, anciennement située dans la basilique Santa Maria in Aracoeli à Rome. 

## Description
Charles Ier d'Anjou est représenté assis, sur un trône avec des protomés de lions, tenant les symboles royaux bien en vue (couronne et sceptre), dans une attitude de dignité majestueuse, mais aussi de réalisme physique. 
L'œuvre est importante, car après les pseudo-portraits de Frédéric II datant de la première moitié du XIIIe siècle et après les premiers portraits de monuments funéraires (comme celui de Clément IV de Pietro di Oderisio conservé dans l'église de San Francesco à Viterbe), Arnolfo a été le premier en Europe à sculpter un portrait réaliste d'un personnage vivant à l'époque post-classique. Le visage est particulièrement remarquable, où les efforts du sculpteur se sont concentrés pour rendre le portrait solennel mais aussi plausible, représentant des détails physiques tels que les sillons du visage. Il est plutôt considéré comme le premier portrait individuel de l'art post-classique, car il est censé représenter le vrai visage de l'empereur, quoique sculpté après sa mort.